# Cronoespécie

Na paleontologia, as evidências de espécies e evolução vêm principalmente da anatomia comparativa dos fósseis. Uma cronospécie é definida em uma única linhagem (linha sólida) cuja morfologia muda com o tempo. Em algum momento, os paleontólogos julgam que houve mudança suficiente para que existissem duas formas (A e B), separadas no tempo e na anatomia. Se apenas exemplos esporádicos de cada um sobreviverem no registro fóssil, as formas parecerão nitidamente distintas.

Uma cronospécie é uma espécie derivada de um padrão de desenvolvimento sequencial que envolve mudanças contínuas e uniformes de uma forma ancestral extinta em uma escala evolutiva. Essa sequência de alterações acaba produzindo uma população fisicamente, morfologicamente e / ou geneticamente distinta dos ancestrais originais. Ao longo dessa mudança, há apenas uma espécie na linhagem em qualquer ponto no tempo, ao contrário dos casos em que a evolução divergente produz espécies contemporâneas com um ancestral comum. O termo relacionado paleoespécie (ou paleoespécie) indica uma espécie extinta identificada apenas com fósseismaterial. Essa identificação depende de semelhanças distintas entre os espécimes fósseis anteriores e alguns descendentes propostos, embora a relação exata com as espécies posteriores nem sempre seja definida. Em particular, o intervalo de variação dentro de todos os espécimes fósseis primitivos não excede o intervalo observado que existe nas espécies posteriores.  
Uma paleossubespécie (ou paleosubespécie) identifica uma subespécie extinta que evoluiu para a forma existente atualmente. Essa conexão com variações relativamente recentes, geralmente do Pleistoceno Superior, frequentemente depende da informação adicional disponível em material subfóssil. A maioria das espécies atuais mudou de tamanho, adaptando- se às mudanças climáticas durante a última era glacial (ver Regra de Bergmann).
A identificação posterior de espécimes fósseis como parte de uma "cronoespécie" depende de semelhanças adicionais que indicam mais fortemente uma relação específica com uma espécie conhecida. Por exemplo, espécimes relativamente recentes - centenas de milhares a alguns milhões de anos - com variações consistentes (por exemplo, sempre menores, mas com as mesmas proporções) como uma espécie viva pode representar a etapa final em uma cronoespécie. Essa possível identificação do ancestral imediato do táxon vivo também pode se basear em informações estratigráficas para estabelecer a idade dos espécimes.
O conceito de cronospécie está relacionado ao modelo de evolução do gradualismo filético, e também conta com um extenso registro fóssil, uma vez que mudanças morfológicas se acumulam ao longo do tempo e dois organismos muito diferentes poderiam ser conectados por uma série de intermediários.

## Exemplos
- Bisão (várias paleoespécies e subespécies)
- Preguiças marinhas (paleoespécies)
- Coragyps (cronospécies)
- Gymnogyps (paleoespécies)
- Panthera (numerosas crono- e paleoespécies e -subespécies)
- Valdiviathyris (nenhuma mudança visível desde a Priaboniana, há 35 milhões de anos)